# Kirjavaluoto (ö i Nyslott)
Kirjavaluoto är en ö i Finland. Den ligger i sjön Enonvesi och i kommunen Enonkoski i den ekonomiska regionen  Nyslotts ekonomiska region  och landskapet Södra Savolax, i den sydöstra delen av landet, 300 km nordost om huvudstaden Helsingfors. Öns area är omkring 120 kvadratmeter och dess största längd är 20 meter i sydöst-nordvästlig riktning.